# Pfronten

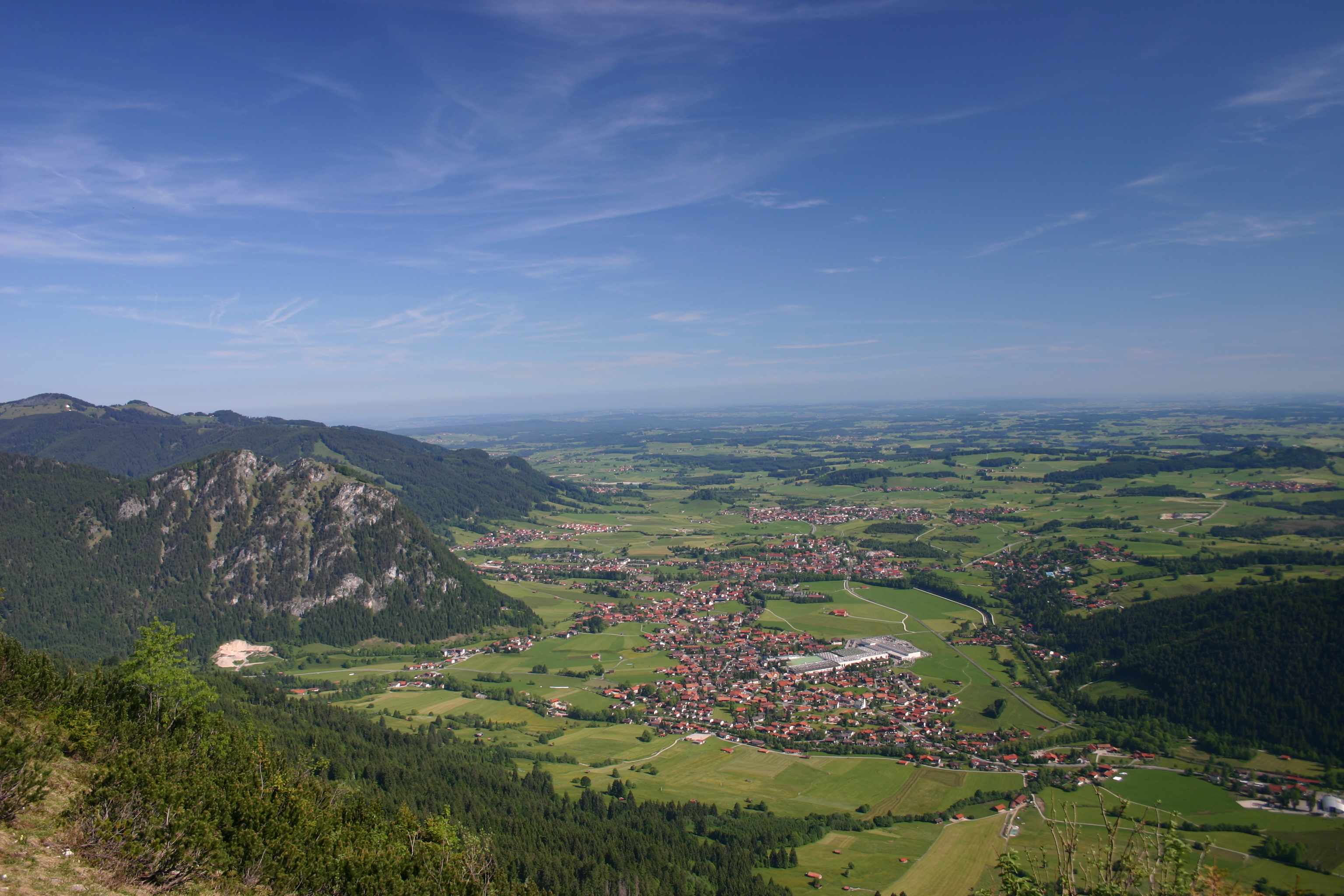
View of Pfronten

Pfronten là một đô thị ở Ostallgäu bang Bayern thuộc nước Đức.